# Антония Първанова
Антония Стефанова Първанова e български политик и лекар.

## Биография
Родена е в Добрич (тогавашен град Толбухин) на 26 април 1962 г. Завършва Езикова гимназия „Гео Милев“ (Добрич) с английски и немски език, висше образование по „Медицина“ във Варна, следващи курсове по „Здравен мениджмънт“ във Варна, „Обществено здраве“ в Маастрихт, Нидерландия и „Здравна политика“ в Англия.
Работи като педиатър, експерт и изследовател в областта на управлението на здравеопазването

## Народно събрание
През 2001 и 2005 г. е избрана за народен представител от НДСВ в XXXIX и XL народно събрание. Заместник-председател е на Комисията по здравеопазване. Инициатор на идеята за създаване на фонд „Ин витро“.

## Европейски парламент
Определена е за наблюдател от България в Европейския парламент (2005).
Избрана е за член на Европейския парламент през 2009 година. Като евродепутат е избрана за заместник-председател на Алианса на либералите и демократите за Европа (АЛДЕ), където е координатор в Комисията за правата на жените и равенството между половете. Заместник-председател е на Комисията по енергетика и водни ресурси в Евро-средиземноморската парламентарна асамблея, член е на Комисията по околна среда, обществено здраве и безопасност на храните, Комисията по вътрешния пазар и защита на потребителите, Делегацията за връзки с Канада, Делегацията в Евро-средиземноморската парламентарна асамблея, Делегацията за връзки с държавите от Машрак, Делегацията за връзки с Иран.

## Дейност в НДСВ
Антония Първанова става член на Национално движение за стабилност и възход след участието си в политическите акции на Българския Великден.
Член е на Политическия съвет на НДСВ. Участвала е в кампанията за изборите за кмет на София през 2007, като кандидатурата ѝ е била издигната от НДСВ.
Избрана е за председател на партията НДСВ на извънредния конгрес на 27 октомври 2013 г. – пост, който запазва до 2015 г.